# Барска надбискупија
Барска надбискупија (лат. Archidioecesis Antibarensis) је католичка надбискупија са сједиштем у граду Бару, у данашњој Црној Гори. Надлежни надбискуп је монсињор Рок Ђонлешај.
Традиционалним датумом оснивања Барске надбискупије сматра се 1089. година, али то питање је у науци спорно.

## Предисторија
Иако се појава раног хришћанства на источној обали Јадрана везује се за прве вијекове хришћанске историје, најранија поуздана свједочанства о успостављању црквеног поретка на подручју данашње Црне Горе потичу из позног античког периода. Тада се у најзначајнијим градовима провинције Превалитене развијају прве локалне епископије. Почевши од 535. године, све епископије у поменутој провинцији потпадале су под надлежност новоустановљене Архиепископије Прве Јустинијане (данашњи локалитет Царичин Град код Лебана у Србији). Тадашња Дукљанска епископија, која је посвједочена у изворима из 599. године, била је под врховном јурисдикцијом Римске цркве, али је у политичком смислу потпадала под власт Византијског царства, усљед чега су се на том подручју и током наредних вијекова укрштали утицаји западног и источног хришћанства.

## Историја
Питање о тачном времену и начину оснивања римокатоличке надбискупије са сједиштем у Бару предмет је бројних расправа у домаћој и страној историографији. Разлике међу истраживачима проистичу првенствено из неслагања поводом питања о аутентичности извесних спорних исправа, које су датиране (стварно или фиктивно) у 11. или 12. вијек.
Након темељитих дипломатичких анализа, већина истраживача је усвојила став да наводна повеља која се приписује папи Александру II, а која је датирана 18. мартом 1067. године, представља фалсификат из 13. вијека. Слична сагласност не постоји поводом спорне повеље која се приписује противпапи Клименту III, а која је датирана 8. јануаром 1089. године. Иако поједини истраживачи сматрају да је реч о аутентичном документу, новије анализе су показале да се вјероватно ради о фалсификату, који би такође настао током 13. вијека, а сачуван је само у веома позном препису из 16. вијека.
У поменутим фалсификатима, барским надбискупима је приписивана надлежност над разним (стварним и фиктивним) бискупијама, ако што су: Дукљанска, Барска, Которска, Улцињска, Свачка, Скадарска, Дривастанска, Пулатска, Српска, Босанска и Травунска.
Насупрот томе, у историјској стварности већег дијела 11. и 12. вијека, Бар је још увијек био сједиште обичне бискупије, која је потпадала под надлежност надбискупа из оближњег Дубровника.
Међутим, већ у то вријеме постојала су разна спорна питања око црквене јурисдикције. Тако се на примјер у поузданим изворима из 1078. године помиње да је тадашњи римски папа Гргур VII предлагао да барски бискуп Петар дође у Рим ради рјешавања спорних црквених питања са Дубровником, а тим поводом је помињано и питање о додјељивању палијума.
Први неспорни подаци о званичном признању Барске надбискупије од стране Рима потичу са краја 12. вијека, односно из времена владавине Вукана Немањића, који је као краљ Далмације и Дукље владао српским Приморјем. Ступивши у преговоре са римским папом Иноћентијем III, краљ Вукан је 1199. године успио да обезбеди званичну потврду постојања Барске надбискупије, чиме је означен почетак дуготрајних спорова са сусједним надбискупом из Дубровника.
Не зна се сигурно када су барски надбискупи постали српски примаси. Утврђено је да се од 16. вијека несметано називају Serbiae primas (примас Србије) и totius regni Serviae primas (примас свег краљевства српског). На молбу дукљанско-барског надбискупа Милиновића, папа Лав XIII му је 7. марта 1902. изричито одобрио да се тим називом и даље служи.
Почетком 20. вијека, Дукљанско-барска надбискупија бројала је око 18.000 католичких душа, 18 жупа, 16 свештеника (7 свјетовних и 9 фрањеваца).

## Питање статуса
Иако у данашњој Црној Гори поред Барске надбискупије постоји и Которска бискупија, Ватикан још увек није решио питање о оснивању католичке метрополије за подручје Црне Горе, пошто домаћа Которска бискупија и даље потпада под надлежност стране Сплитско-макарске надбискупије, чији се центар налази у суседној Хрватској, а изостанак позитивних решења је последица одлуке црногорских државних власти (2011) да се Католичкој цркви призна потпуна самосталност по питању устројства локалних бискупија и надбискупија.

## Барски надбискупи
Током историје, на положају барских надбискупа налазило се неколико истакнутих личности, међу којима су били: Андрија Змајевић (1671-1694) и Вицко Змајевић (1701—1713).